# Anak Krakatau
Anak Krakatau, (fill del Krakatau:) és una illa en un caldera a l'estret de la Sonda entre les illes de Java i Sumatra a la província indonèsia de Lampung.
El 29 de desembre de 1927, Anak Krakatau va emergir de la caldera que va deixar l'erupció volcànica explosiva que va destruir l'illa de Krakatau. Hi ha hagut activitat eruptiva al lloc d'ençà el segle xx, culminant amb un gran esfondrament submarí del volcà que va causar un mortífer tsunami el desembre de 2018, seguit per activitat volcànica el 2019 i una erupció el 10 d'abril de 2020. A causa de la seva jove edat l'illa és una de diverses a l'àrea que és d'interès per als vulcanòlegs.

## Activitat

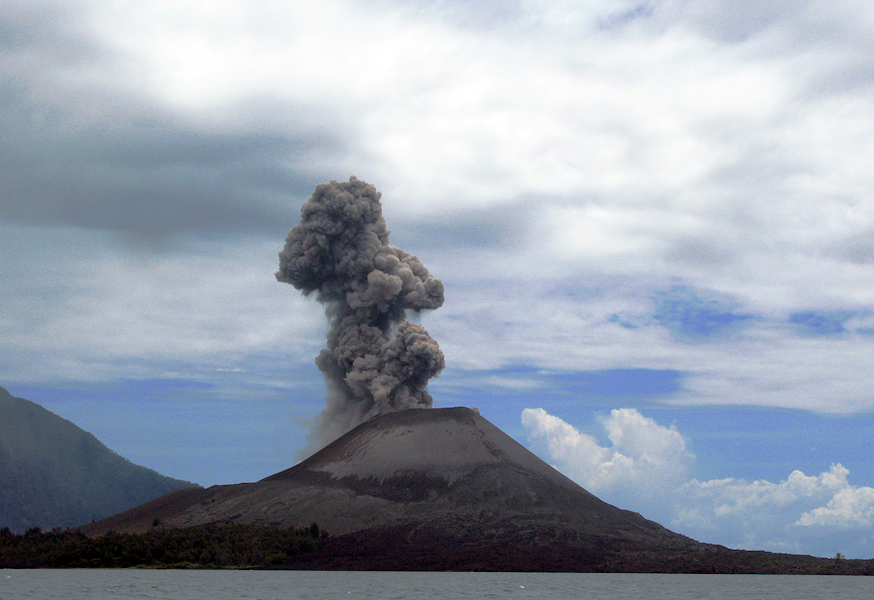
Activitat volcànica a Anak Krakatau, 2008

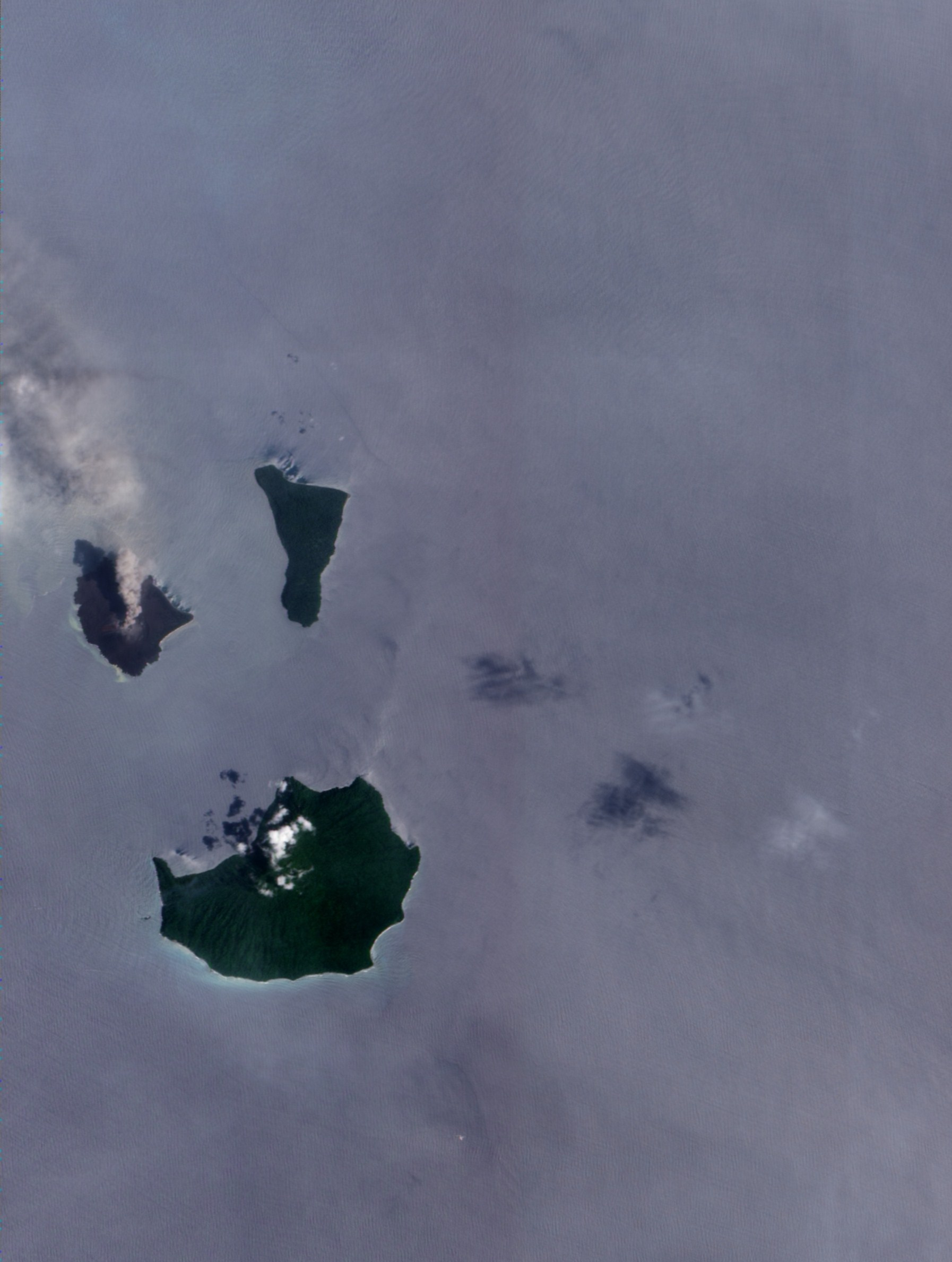
2010: El plomall marró gruixut de cendra, vapor i el gas volcànic que surt d'Anak Krakatau en aquesta imatge de satèl·lit de color cert és una vista comuna d'estratovolcà.

Fins al seu esfondrament el 2018, Anak Krakatau creixia 13 cm per setmana de mitjana des del 1950. L'illa és vulcanològicament activa, els períodes tranquils d'uns quants dies han alternat amb gairebé contínues erupcions estrombolianes. Gasos calents, roques, i la lava van ser alliberats en una erupció l'abril del 2008. Els científics que controlen el volcà van advertir a les persones no apropar-se a mé de 3 km de l'illa. El 6 de maig de 2009, el centre volcanològic d'Indonèsia va augmentar l'estat d'alerta de l'erupció d'Anak Krakatau a NIvell III. Una expedició al volcà va revelar que al seu cràter hi estava creixent un dom de lava de 100 metres.
El gener de 2012, vulcanòlegs de la Universitat d'Oregon van advertir que era molt possible que es formés un tsunami pek col·lapse del flanc de l'Anak Krakatau. El juny de 2018 es va observar una nova fase eruptiva, i el 15 d'octubre de 2018 va tenir una forta erupció estromboliana i una dèbil erupció vulcaniana que va enviar bombes de lava a l'aigua, gairebé copejant una barca propera. L'erupció va ser enregistrada en vídeo.

## Erupció de 2018

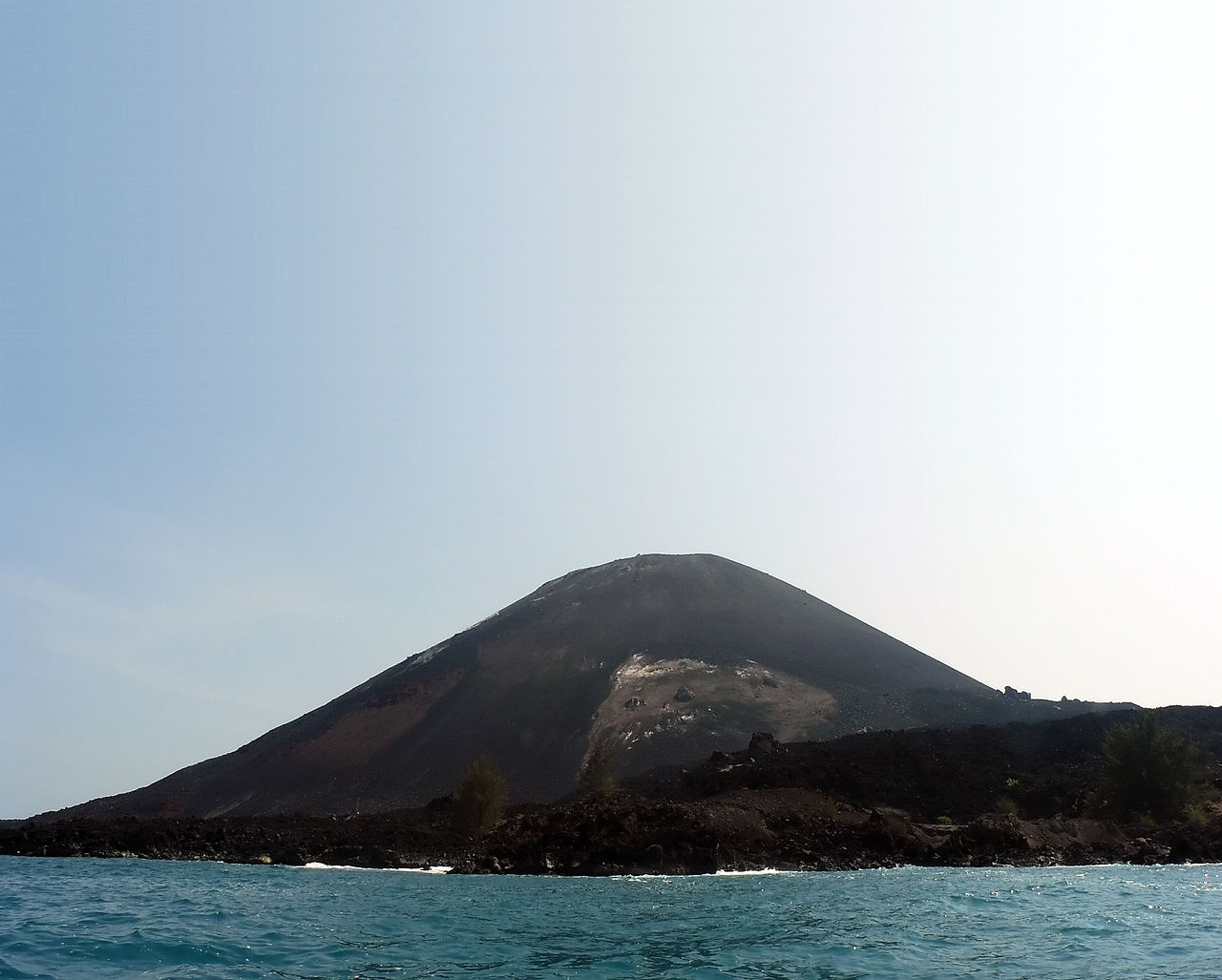
Anak Krakatau el 2007

Una erupció del volcà el 22 de desembre de 2018, va causar un tsunami mortífer amb ones de fins a cinc metres d'alçada. El 31 de desembre de 2018 es van atribuir al tsunami 437 mort i 14.059 ferits. El tsunami va afectar més de 186 milles de la línia de costa a Sumatra i Java. Més de 420 persones van morir, i 40.000 van ser desplaçades. Això va fer que l'erupció fos considerada l'erupció volcànica més mortífera del segle XXI per ara. L'esfondrament de con—amb la generació d'un tsunami—va ser considerada un perill potencial immediatament abans de l'erupció. Els científics ja n'havien modelat la possibilitat sis anys abans de l'esdeveniment, i havien identificat el flanc occidental com la secció del volcà més probable d'esfondrar-ser.
El volcà va perdre més de dos terços del seu volum a causa d'aquest esdeveniment, i la seva alçada sobre el nivell del mar passà de 338 m a 110 m.
Les observacions de radar del satèl·lit van mostrar que el 10 gener de 2019 el volcà s'havia continuat formant amb noves erupcions que tornaven a donar forma a l'estructura romanent. El cràter que havia quedat obert al mar després de l'erupció ara tornava a tenir un cercle complet per sobre el nivell del mar.
El maig de 2019, es va observar activitat freatomagmàtica al nou cràter format i com es volcà es continuava reconstruint i creixent.

## Erupció de 2020
L'Anak Krakatau va tornar a entre en erupció un altre cop el matí del 10 d'abril del 2020. L'erupció es podia escoltar a més de cent quilòmetres de distància.